# Bruno Barnabe
Bruno Bianco Alberto G.G. Barnabe (Londres, Reino Unido, 3 de abril de 1905 - Surrey, Reino Unido, 20 de junio de 1998) fue un actor inglés famoso por grandes películas en la década de 1970, hijo de Louis Vincent Barnabe y Tina Barnabe. 
Debutó en el cine en 1935 con un papel de poca importancia, en 1977 tuvo gran éxito al interpretar a Esdras en la miniserie Jesús de Nazareth donde actuó junto con Robert Powell, Laurence Olivier, Francis De Wolff, James Mason, Peter Ustinov y Ernest Borgnine ese mismo año actuó en El mensaje y Simbad y el ojo del tigre. Se casó con la actriz británica Avice Landone en 1940, el matrimonio duraría 36 años hasta el fallecimiento de Landone en 1976 la última aparición de Bruno en el cine fue en 1980 en la serie de televisión Minder donde interpretó a Mario. A partir de 1981 se retira totalmente de la actuación. Fallece en el mes de junio de 1998 a los 93 años de edad.
- Datos: Q4979124